# Rivières (Gard)
Rivières is een gemeente aan de Cèze in het Franse departement Gard in de regio Occitanie en telt 303 inwoners (2004). De plaats maakt deel uit van het arrondissement Alès.

## Geografie
De oppervlakte van Rivières bedraagt 9,9 km², de bevolkingsdichtheid is 30,6 inwoners per km².

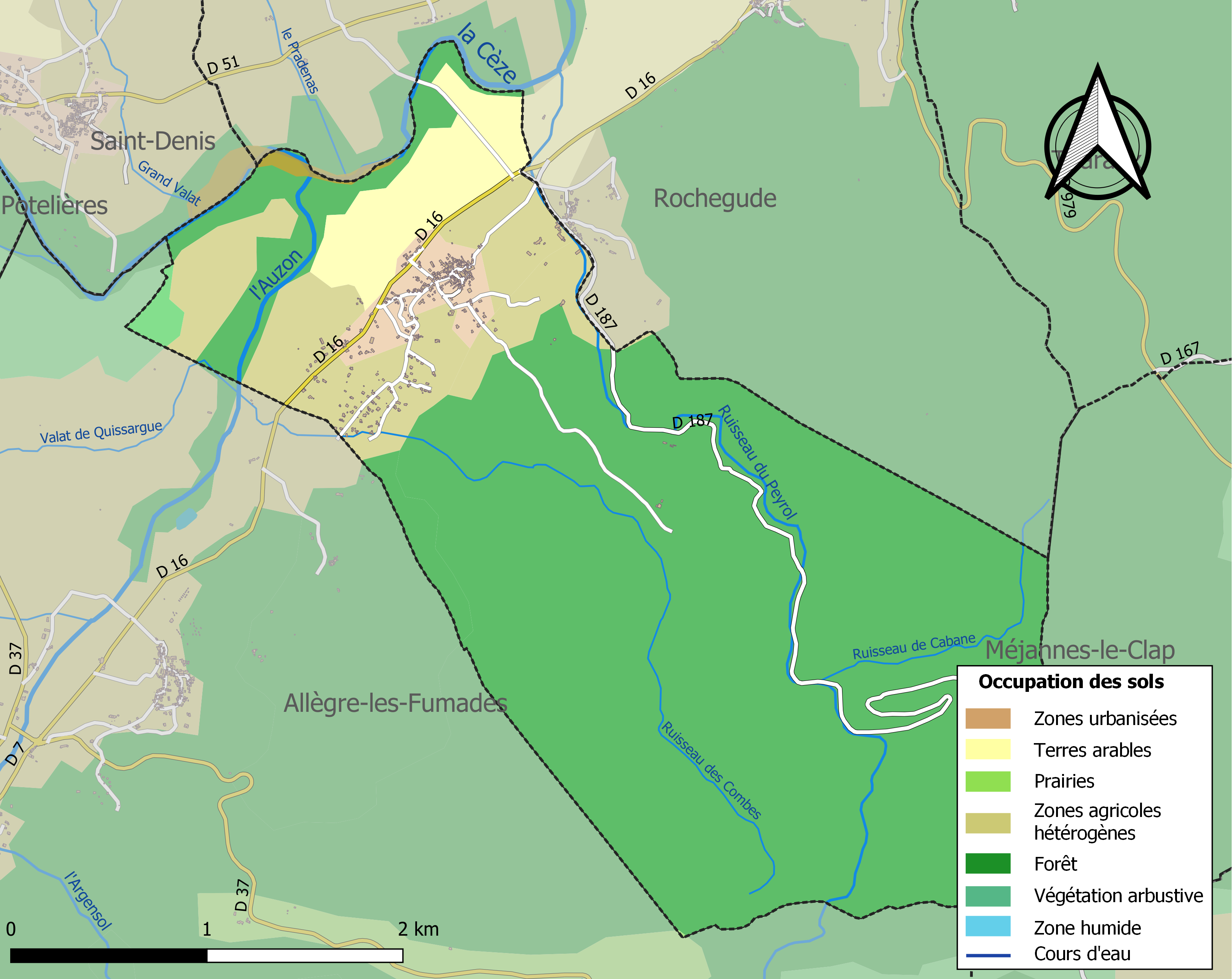
Kaart van de gemeente met de belangrijkste infrastructuur, bodemgebruik en omliggende gemeenten

## Demografie
Onderstaande figuur toont het verloop van het inwonertal (bron: INSEE-tellingen).